# Cotxe del segle

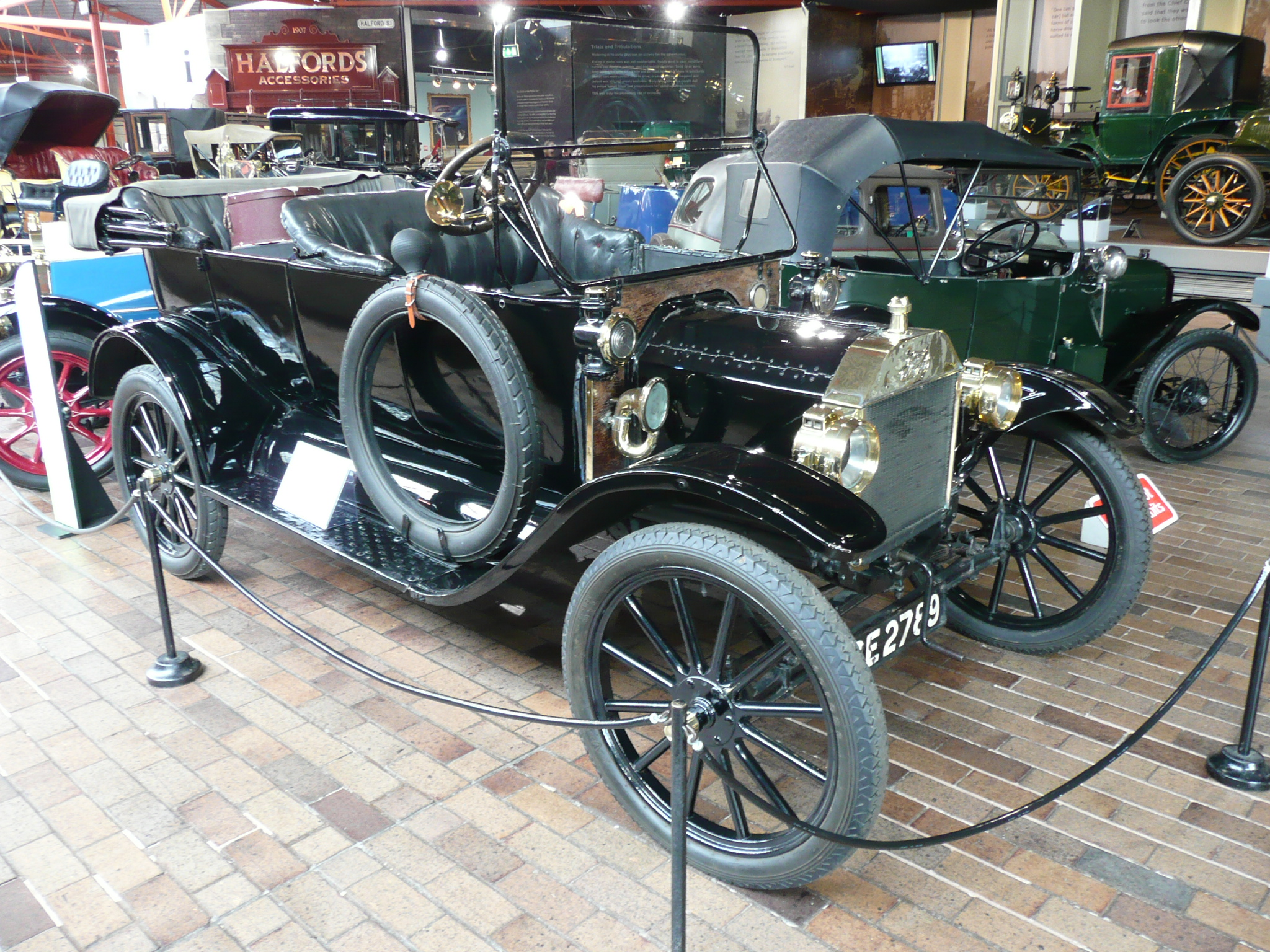
Primer premi per al Ford T

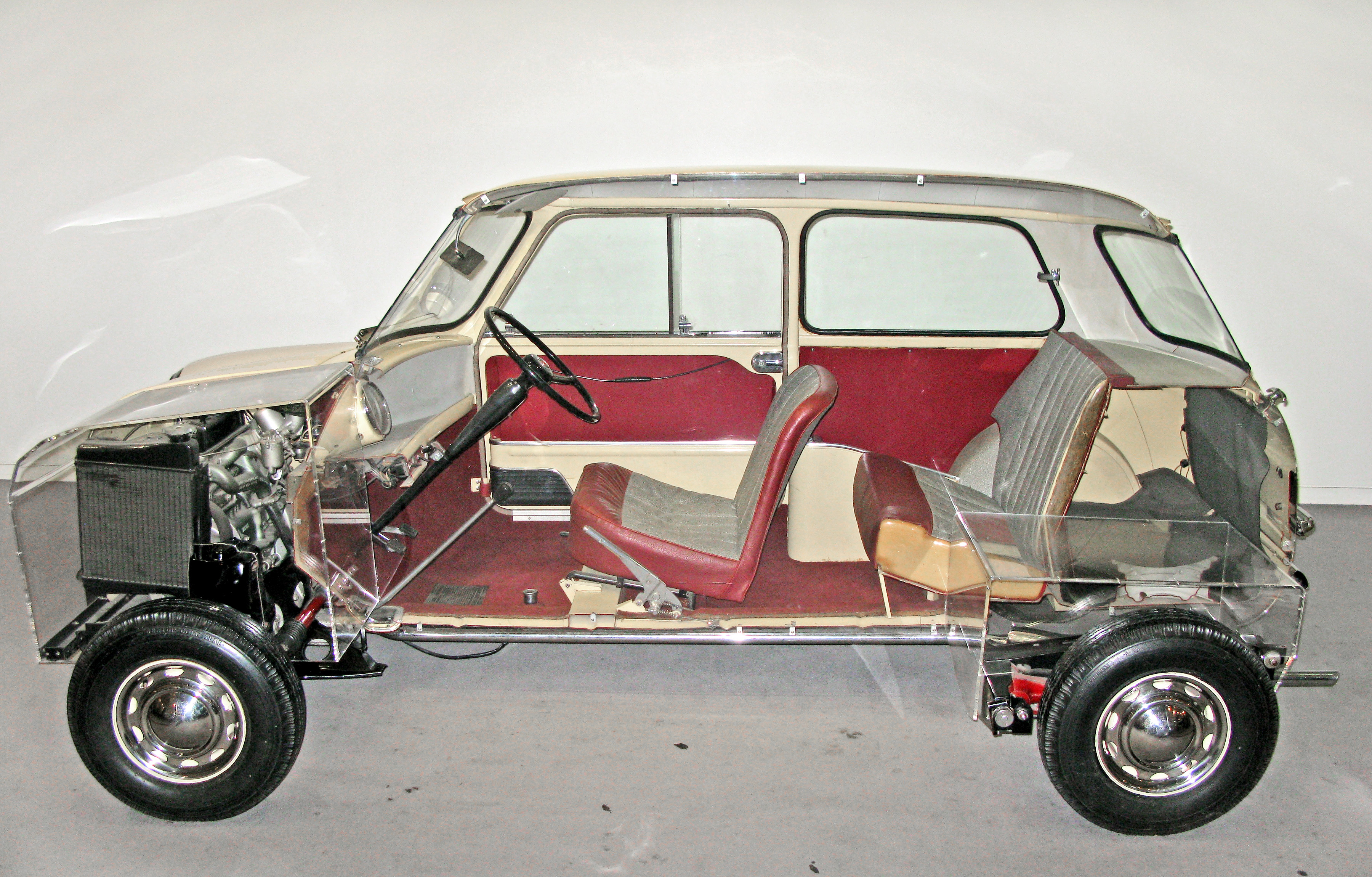
Segon premi. Secció transversal del Mini que il·lustra como la configuració compacta maximitza l'espai per als passatgers

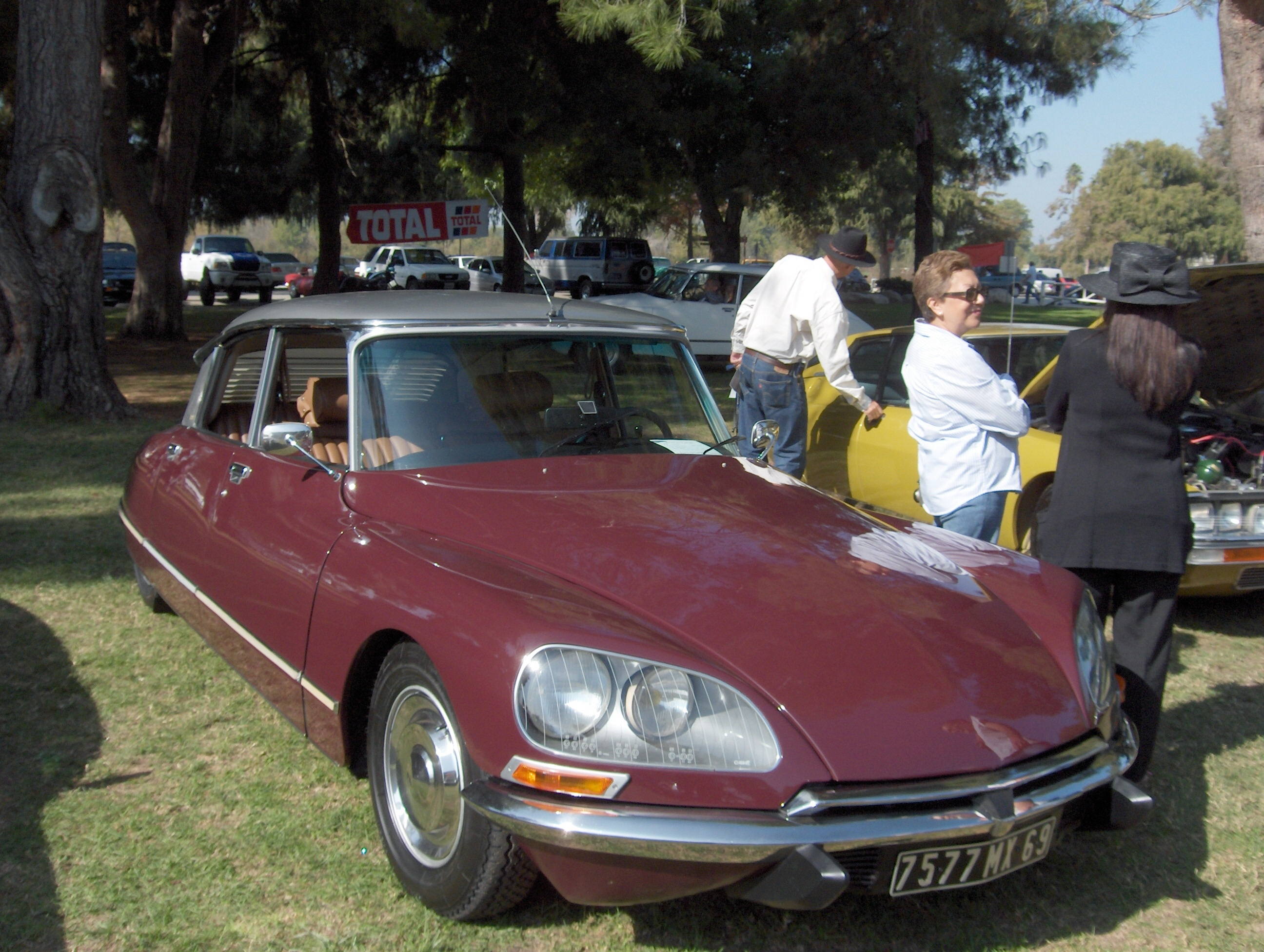
Tercer premi, Citroën DS

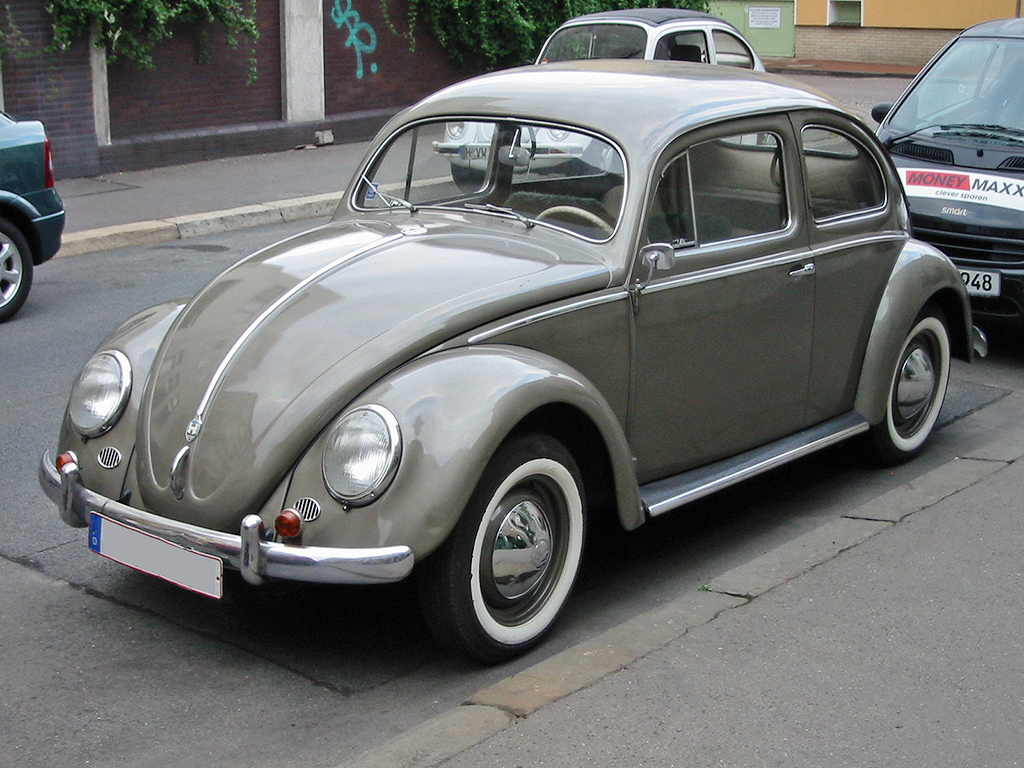
Quart premi, Volkswagen Beetle

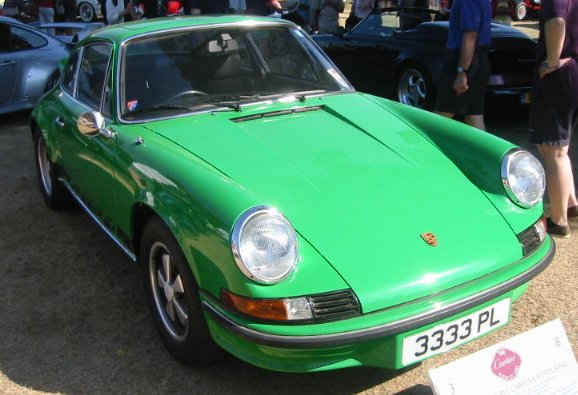
Cinquè premi, Porsche 911

Automòbil del segle (en anglès, Car of the Century o COTC)va ser un premi internacional lliurat a l'automòbil que més influència va tenir durant el segle xx a tot el món. El procés d'elecció va ser supervisat per la Global Automotive Elections Foundation. El cotxe guanyador va ser el Ford T, el qual va ser premiat en el sopar de gala realitzada el 18 de desembre de 1999 a Las Vegas, Nevada.

## Procés de selecció
Un procés complex i elaborat va ser dissenyat per elegir l'automòbil del segle. El mateix va començar l'octubre de 1996, quan una llista de 700 candidats va ser presentada pel comitè organitzador del premi, els que els seus experts havien seleccionat a partir de recomanacions d'experts de la indústria automotriu i clubs d'automòbils. Al febrer de 1997 una llista de 200 automòbils candidats va ser anunciada a l'AutoRAI motor show celebrat a Amsterdam, els quals van ser seleccionats de la llista de 700 per un comitè honorari d'experts independents, altament respectats i experimentats en la indústria automotriu.
El pas següent es va realitzar utilitzant un jurat de 132 periodistes automobilístics professionals de 33 països, sota la presidència de Lord Montagu of Beaulieu, per reduir la llista a 100, i el resultat es va anunciar al Saló de l'Automòbil de Frankfurt el setembre de 1997.
El procés d'eliminació va continuar amb un vot del públic a través d'internet per a seleccionar 10 automòbils, i 25 automòbils seleccionats pel jurat de professionals. En aquest procés, 9 dels 10 automòbils seleccionats pel públic es trobaven entre els 25 elegits pels periodistes (AC Cobra va ser l'automòbil seleccionat pel públic), la llista de 26 automòbils va ser anunciada al Saló de l'Automòbil de Ginebra a març de 1999, com els nominats per a la següent ronda.
| Marca         | Model                  | Any          | País           |
| ------------- | ---------------------- | ------------ | -------------- |
| AC            | Cobra                  | 1965–1967    | Regne Unit/EUA |
| Alfa Romeo    | Giulietta Sprint Coupé | 1954–1968    | Itàlia         |
| Audi          | Quattro                | 1980–1991    | Alemanya       |
| Austin        | Seven                  | 1922–1939    | Regne Unit     |
| BMW           | BMW 328                | 1936–1940    | Alemanya       |
| Bugatti       | T35                    | 1926–1930    | França         |
| Chevrolet     | Corvette Stingray      | 1963–1967    | EUA            |
| Citroën       | Traction Avant         | 1934–1957    | França         |
| Citroën       | 2CV                    | 1948–1990    | França         |
| Citroën       | DS19                   | 1955–1975    | França         |
| Ferrari       | 250 GT SWB Berlinetta  | 1959–1962    | Itàlia         |
| Fiat          | 500 Topolino           | 1936–1948    | Itàlia         |
| Ford          | Ford T                 | 1908–1927    | EUA            |
| Ford          | Mustang                | 1964–1968    | EUA            |
| Jaguar        | XK120                  | 1948–1954    | Regne Unit     |
| Jaguar        | E-Type                 | 1961–1975    | Regne Unit     |
| Mercedes-Benz | S/SS/SSK               | 1927–1932    | Alemanya       |
| Mercedes-Benz | 300 SL Coupé           | 1954–1957    | Alemanya       |
| Mini          | tots els tipus         | 1959–2000    | Regne Unit     |
| NSU           | Ro 80                  | 1967–1976    | Alemanya       |
| Porsche       | 911                    | 1963–present | Alemanya       |
| Renault       | Espace                 | 1984–present | França         |
| Rolls-Royce   | Silver Ghost           | 1907–1925    | Regne Unit     |
| Rover         | Range Rover            | 1970–1996    | Regne Unit     |
| Volkswagen    | Escarabat              | 1946–present | Alemanya       |
| Volkswagen    | Golf                   | 1974–present | Alemanya       |
| Willys        | Jeep                   | 1941–1945    | EUA            |

## Resultats finals
Dels 26, se li va demanar al jurat que nominés a cinc finalistes els quals passarien a la ronda final de la votació, utilitzant un sistema de punts. Els nominats a la ronda final van ser anunciats al Saló de l'Automòbil de Frankfurt durant el setembre de 1999.
Cada membre del jurat va enumerar els cinc automòbils en l'ordre de la seva preferència, i es van combinar els resultats mitjançant un sistema de punts. Els resultats finals es presenten a la taula a continuació.
| Posició | Model d'automòbil    | Punts |
| ------- | -------------------- | ----- |
| 1       | Ford T               | 742   |
| 2       | Mini                 | 617   |
| 3       | Citroën DS           | 567   |
| 4       | Volkswagen Escarabat | 521   |
| 5       | Porsche 911          | 303   |